# Stenodryas unicolor
Stenodryas unicolor är en skalbaggsart som beskrevs av Hüdepohl 1994. Stenodryas unicolor ingår i släktet Stenodryas och familjen långhorningar.
Artens utbredningsområde är Filippinerna. Inga underarter finns listade i Catalogue of Life.